# 忍野村
忍野村（日语：／ Oshino mura */?）是位於日本山梨縣東南部的村，隸屬於南都留郡。轄區地處富士山的北部山麓，相模川則流經村內並往北流。忍野村以其境內被指定為天然紀念物、名水百選和世界文化遺產的忍野八海而聞名。當地在向外通勤與就學上較依賴富士吉田市和富士河口湖町等地。
忍野村的居民擁有相當高的年均所得。根據統計，2020年當地居民的年均所得約為4935.5萬日圓，位居日本全國第14名。2023年村內的居民年均所得則為5324萬，位列全日本第13名。

## 地理
忍野村境內約78%的面積被山林等覆蓋，12%的面積為農業用地。轄區地處富士山的北部山麓，且在地形上呈現盆地的形狀。東部坐落著石割山，北部為杓子山，南部則為太平山。而中央地勢較低的地帶的海拔則約為930至940公尺。

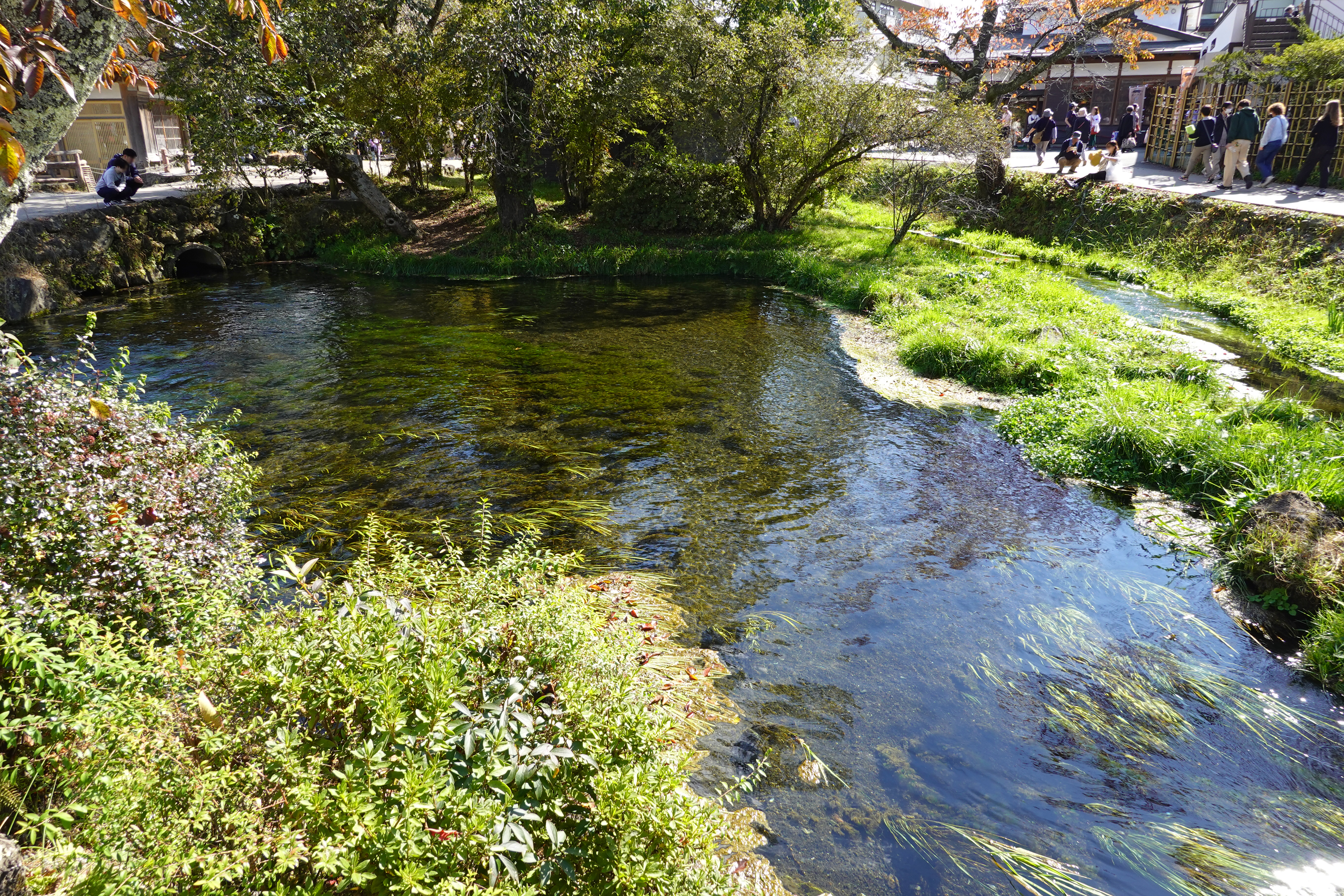
忍野八海中的濁池

轄區全域在古時原為湖泊，但西元800年富士山發生火山噴發（延曆大噴發），其噴發出的熔岩將該湖泊一分為二，形成忍野湖與現今的山中湖。之後忍野湖的湖水乾涸，並留下盆地狀的地形和以富士山的伏流做為水源的忍野八海。而忍野八海於近代被指定為日本的天然紀念物與名水百選，並於2013年作為富士山-信仰的對象與藝術的源泉的構成資產之一被聯合國教科文組織認定為世界文化遺產。發源自山中湖的桂川（相模川）流經忍野村並往北流。新名庄川等河也流經村內，並與桂川匯流。

### 氣候

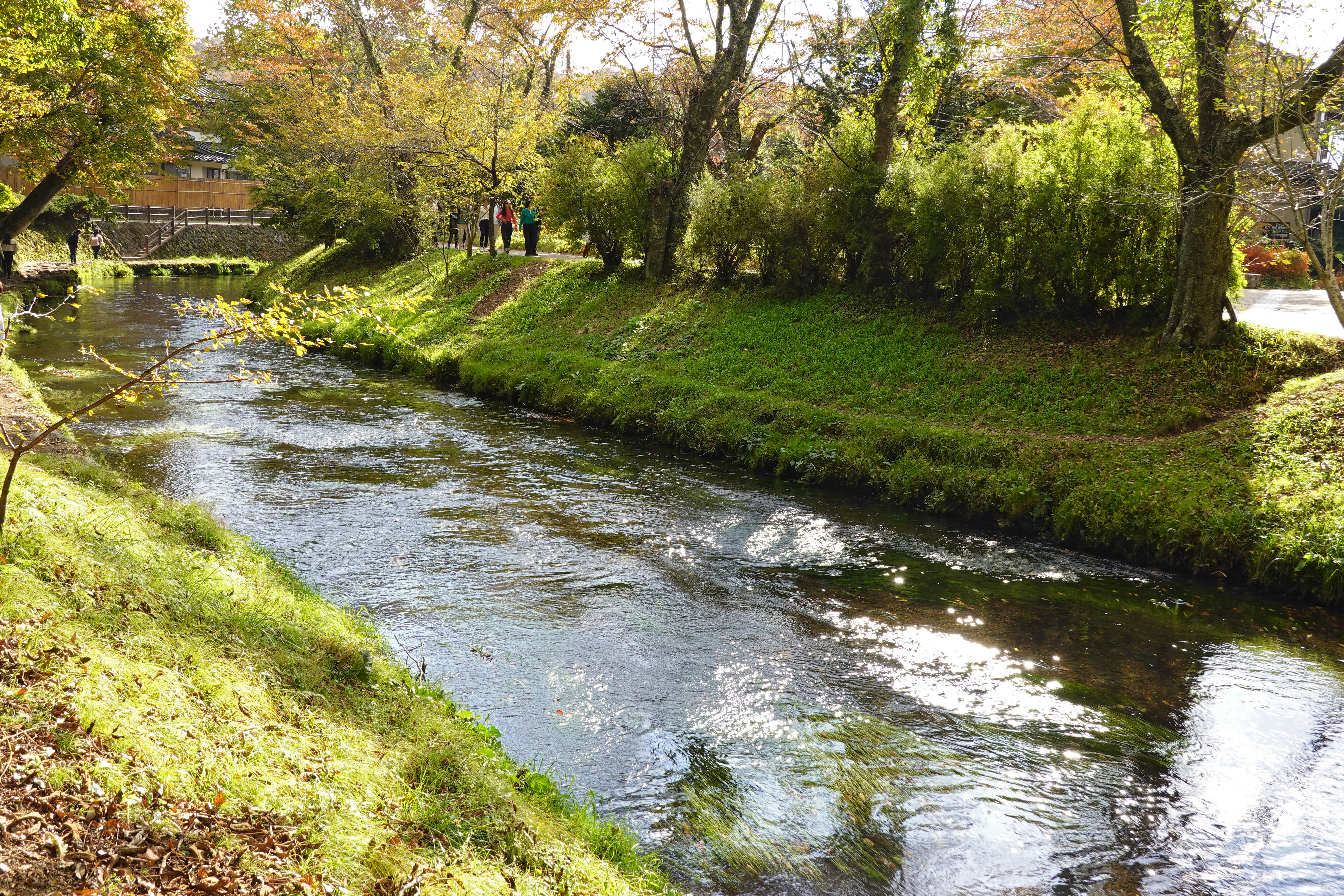
新名庄川

根據統計，2022年忍野村的年均溫為10.2℃，年降雨量則為2228.5毫米。

## 歷史
忍野村自古時便有人類居住，村內共發掘出7處屬於繩紋時代的遺址。位於忍草地區的笹見原遺跡內的地表1公尺下曾發掘出平安時代的竪穴住居遺跡，並且被認為是當時連接富士山北麓與甲斐國國府的甲斐路沿線的聚落。延曆19年（800年），富士山發生大噴發，當地的許多聚落被其噴發出的熔岩吞沒。之後當地為平息富士山的噴發而於大同2年（817年）興建淺間神社。寶永元年（1717年），忍野一帶的地區成為江戶幕府的天領，並由幕府管理至明治維新時期。明治8年（1875年）2月15日，忍草村與内野村合併成現今的忍野村。

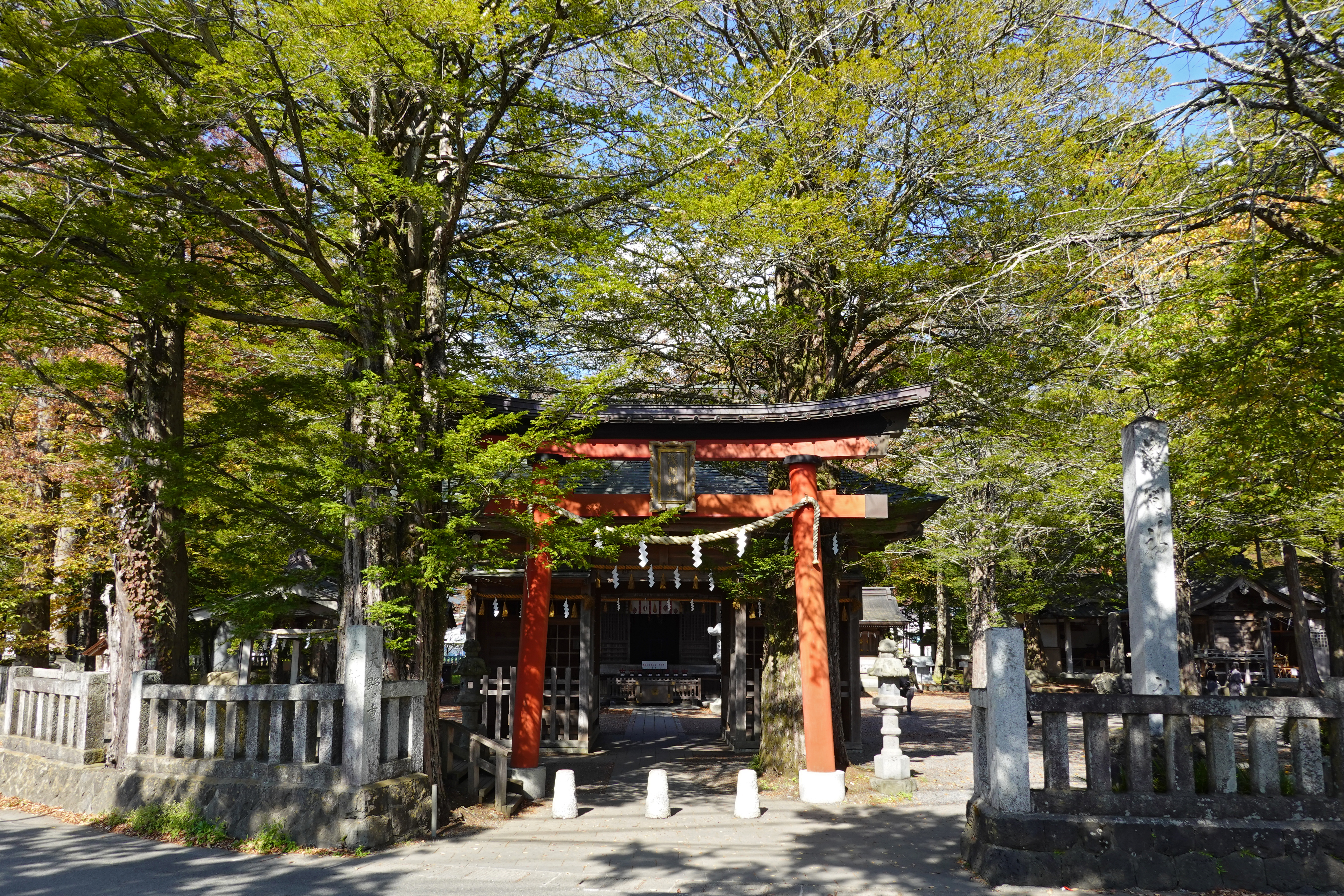
淺間神社 (忍野村忍草)

大正12年（1923年）9月1日的關東大地震造成忍野村共4人受傷、26戶住宅全毀與64戶住宅半毀，並對村內的村役場與神社造成破壞。2011年3月11日的日本東北地方太平洋近海地震則在當地引發震度5強的地震，並在當時造成全村停電。

## 行政
現任村長大森彥一於2023年7月在選舉中當選，其任期將持續至2027年8月。

## 人口
忍野村的住民基本台帳人口數自1980年以來便呈現逐漸增加的趨勢。2000年當地的總人口數為7,711人，至2020年的日本國勢調查時則上升至9,675人，其增加幅度達到125%。同時根據統計，2020年村內的壯年人口占比為65.9%。
| 忍野村人口分布圖 |                                               |  |
| 忍野村與日本全國年齡別人口分布比較圖 （2005年資料） | 忍野村的年齡、男女別人口分布圖 （2005年資料） |  |
| ■紫色是忍野村 ■綠色是全国 | ■藍色是男性 ■紅色是女性                       |  |
| 忍野村人口變化 \| 1970年 \| 5,689人 \| \| \| 1975年 \| 5,925人 \| \| \| 1980年 \| 6,077人 \| \| \| 1985年 \| 6,942人 \| \| \| 1990年 \| 7,968人 \| \| \| 1995年 \| 8,370人 \| \| \| 2000年 \| 8,367人 \| \| \| 2005年 \| 8,490人 \| \| \| 2010年 \| 8,635人 \| \| \| 2015年 \| 8,968人 \| \| \| 2020年 \| 9,237人 \| \| |                                               |  |
| 資料來源：日本總務省統計中心提供之人口普查數據 |                                               |  |
| 1970年 | 5,689人                                       |  |
| 1975年 | 5,925人                                       |  |
| 1980年 | 6,077人                                       |  |
| 1985年 | 6,942人                                       |  |
| 1990年 | 7,968人                                       |  |
| 1995年 | 8,370人                                       |  |
| 2000年 | 8,367人                                       |  |
| 2005年 | 8,490人                                       |  |
| 2010年 | 8,635人                                       |  |
| 2015年 | 8,968人                                       |  |
| 2020年 | 9,237人                                       |  |

## 經濟
根據日本2020年的國勢調查統計，忍野村的就業人口中約1.4%從事第一級產業，52.5%的就業人口從事第二級產業，44.1%則從事第三級產業。當地的產業附加價值毛額以製造業為最大宗，約占全村總附加價值毛額的90%。世界最大的工業用機器人製造商之一的發那科總部即坐落於村內。忍野村的居民也擁有相當高的年平均所得。根據統計，2020年忍野村居民的年均所得約為4935.5萬日圓，位居日本全國第14名。2025年的居民年均所得則為5324萬，位列全日本第13名。

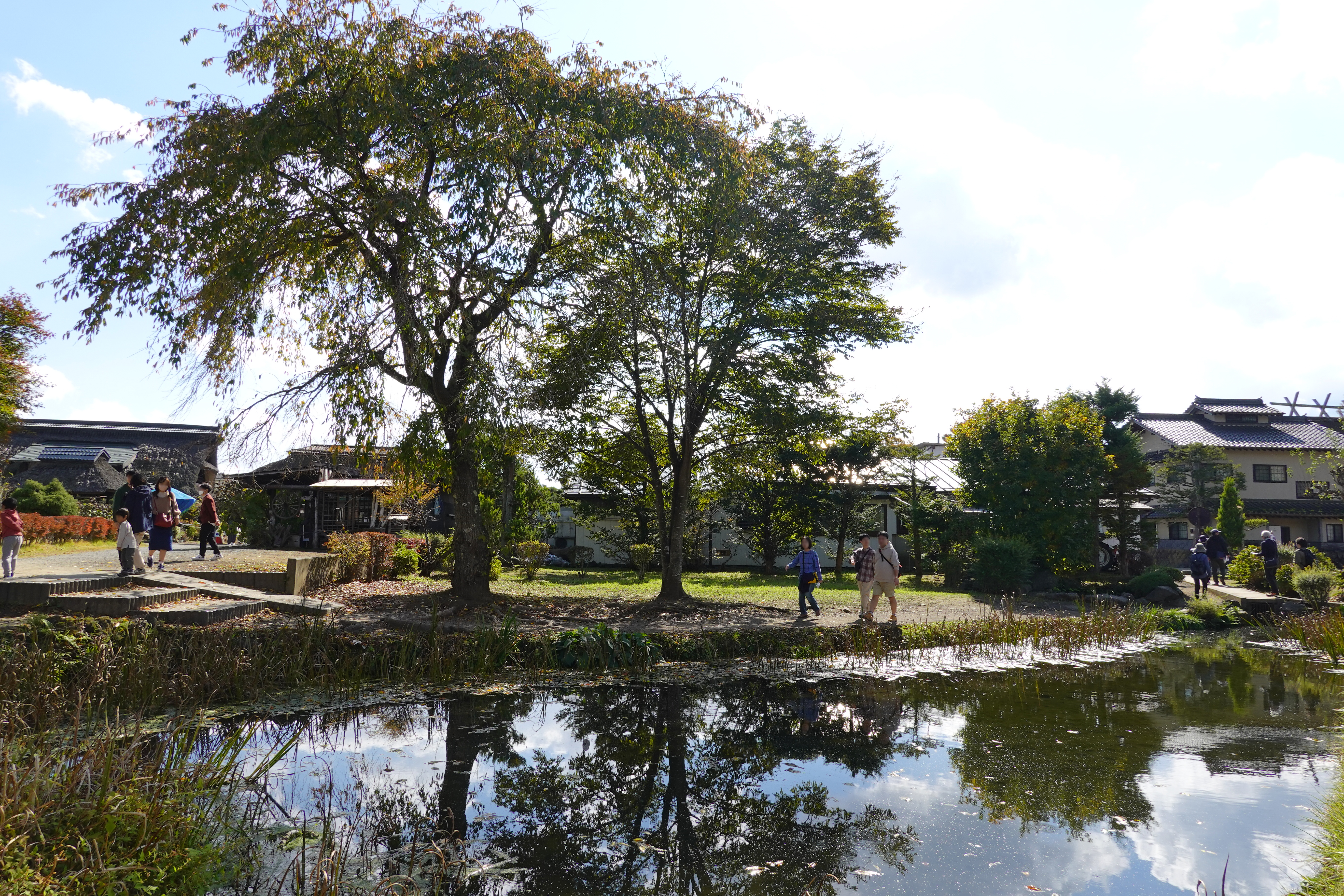
忍野八海中的菖蒲池

由於村內的忍野八海在2013年與富士山共同被指定為世界文化遺產，因此前來當地觀光的遊客數也開始增加。根據統計，2013年至2018年，當地每年約有10.4萬至20.5萬名遊客到訪。

## 教育
忍野村內共有1所小學校和1所中學校，分別為忍野小學校與忍野中學校。根據2024年4月的統計，村內共有573名小學生與289名中學生。

## 交通
山梨縣道717號穿越忍野村的中央地帶，為當地的交通幹道。該縣道透過鳥居地峠隧道與行經北邊富士吉田市的國道139號相接。而富士急行巴士則有行駛於忍野村與JR東海御殿場線的御殿場站、JR東日本中央本線的大月站，以及富士急行的富士山站之間的巴士班次。

## 友好城市
忍野村與以下外國行政區為友好城市:
| 國家 | 城市                                                | 締結日期      |
| ---- | --------------------------------------------------- | ------------- |
| 法國 | 沙爾奈萊馬孔（勃根地-法蘭琪-康堤大區索恩-盧瓦爾省） | 2013年10月6日 |